# ガイウス・ユリウス・キウィリス

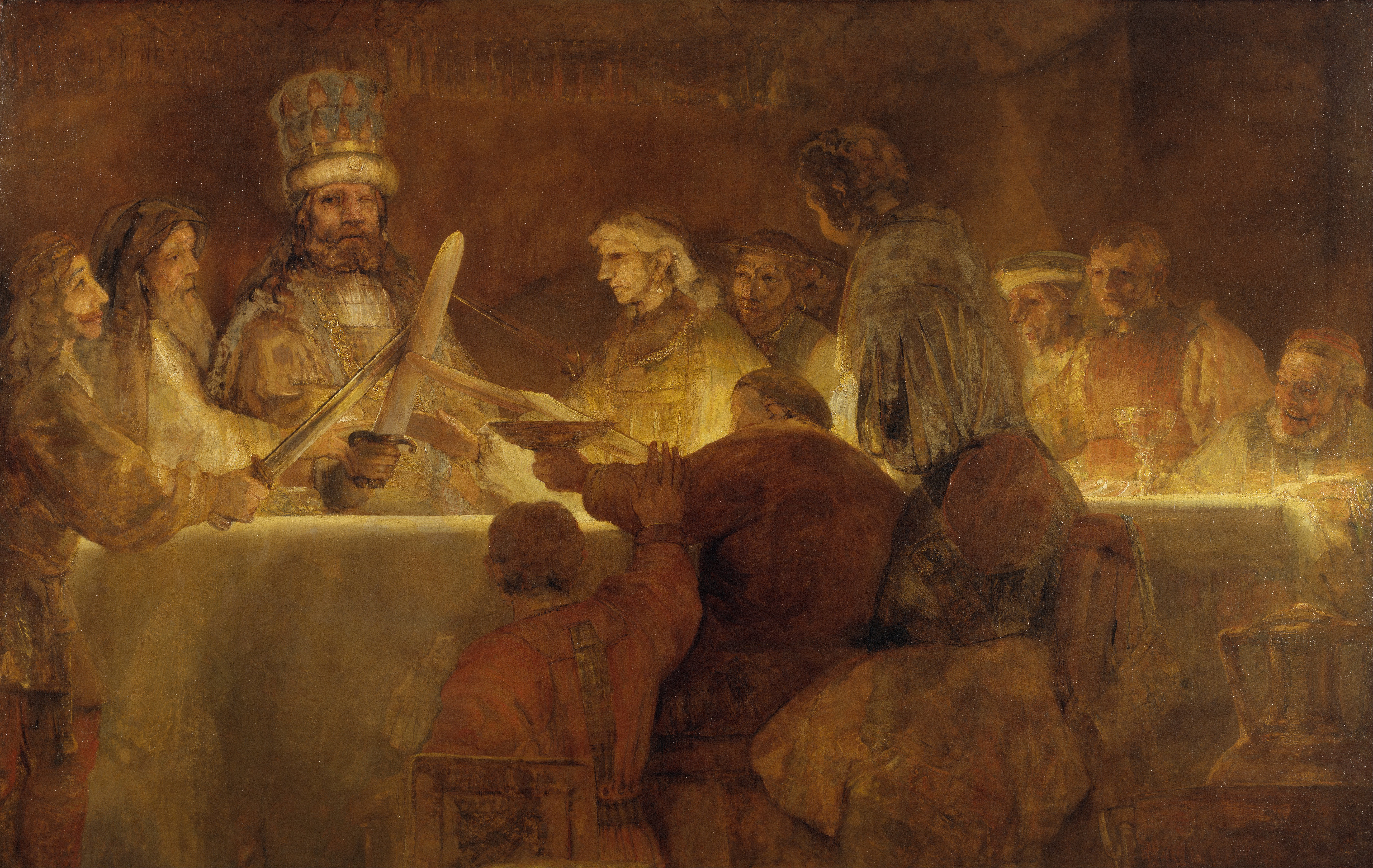
1662年にオランダの画家レンブラント・ファン・レインによって描かれた油彩画『クラウディウス・キウィリスの謀議』でのガイウス・ユリウス・キウィリス（左から3人目）。

ガイウス・ユリウス・キウィリス（ラテン語: Gaius Iulius Civilis）は、「四皇帝の年」と称されたローマ内戦期に起こったゲルマン人やガリア人などによるローマ帝国への反乱（en）の首謀者である。バタウィ族（ゲルマン系ともケルト系とも）に属した。なお、 「ガイウス・ユリウス」の族名からキウィリス本人、またはキウィリスの祖先はガイウス・ユリウス・カエサルおよびユリウス＝クラウディウス朝の皇帝統治期にローマ市民権を獲得したと考えられる。

## 生涯
キウィリスの生年や前半生は明確ではない。バタウィ族はローマ軍のアウクシリア（補助兵）を務めていたことから、キウィリスも同様にローマ軍に従軍していた可能性が高い。キウィリスは、ローマへ反逆した疑いで2度投獄されたが、刑執行前に辛うじて逃れた。当時、バタウィ族は多くの男性をローマ軍のアウクシリアとして送り込むのを強いられ、その重荷と属州総督の圧政がバタウィ族内でのローマに対する不満が醸成されていた。
68年にネロが自殺し、その後起こった内戦に呼応する形で、キウィリス自身の出身部族であるバタウィ族以外に、ブルクテリ族等のゲルマン系部族、トレウェリ族やリンゴネス族などのガリア人も糾合して反乱を起こした。キウィリスは高地ゲルマニアや低地ゲルマニア等のライン川沿いの属州への攻撃の名目として、ウィテリウス（ゲルマニア方面の軍団を地盤としていた）に対抗するためにシリア属州で皇帝に名乗りを挙げたウェスパシアヌスへ味方すると表明し、一種のカモフラージュを図った。
キウィリス軍はライン川沿いに基地を構えるローマ軍団を襲撃・敗走させて、ローマ側の船舶24隻を奪取した。 更にムミウス・ルペルクス（Mummius Lupercus）配下の2軍団をカストラ・ウェテラ（現：クサンテン近郊)で撃破した。また、それと前後して8つのバタウィ族の部族が合流した。また、第1軍団ゲルマニカ等のローマ軍団は付属するアウクシリア兵の多くがキウィリス軍と同じ人々から構成されていたこともあって、キウィリス側へと靡いた。
70年、ライン軍団を指揮していたホルデオニウス・フラックス（Hordeonius Flaccus）が殺害されると同時に、キウィリスはガリアのローマからの分離・独立を宣言した。こうして成立したキウィリスの政権を「ガリア帝国」と呼ぶことがある。女性占い師ウェレダ（Veleda）はキウィリスの勝利とローマ帝国の滅亡を予言したものの、キウィリス勢力に集結した部族間で意見の相違が生じ、キウィリスの「ガリア帝国」は当初より不安定であった。
一方、元老院より皇帝即位を承認されたウェスパシアヌスは内戦を終結させ、同時期に東方で勃発していたユダヤ戦争でもローマの優勢を確実なものとした。ウェスパシアヌスはキウィリスに降伏するように勧告したものの、キウィリスはこれを拒んだことから反乱鎮圧のために軍事的な手段をとることを決した。
クィントゥス・ペティリウス・ケリアリスは第21軍団ラパクス、第4軍団マケドニカなどを率いてガリアへ進軍。ローマ軍の到着と共にキウィリスに呼応した元アウクシリアのガリア人兵士のほとんどが降伏した。残るゲルマン系の兵士とキウィリスらはローマ軍と戦ったものの、アウグスタ・トレウェロルム（現：トリーア）およびカストラ・ウェテラでキウィリス以外の主な指導者が軒並み討ち死にするなど壊滅的な敗北を喫した。キウィリスはバタウィ族の領内にある島へと撤退し、最終的にケリアリスとキウィリスは島で会談を持った。キウィリスを首謀者とする反乱はこの会談以降鎮まって、この会談により和睦が成ったものと考えられる。
なお、上記のキウィリスに関する内容はタキトゥスの著作によるが、この会談以降の記述が散逸してしまったため、キウィリスに関する会談以降の消息は不明である。

## 補注
1. ↑  260年にポストゥムスがローマ皇帝を僭称し、274年まで継続した「ガリア帝国」とは別物である。